# Jonathan Littell
Jonathan Littell (New York, 10 ottobre 1967) è uno scrittore statunitense naturalizzato francese.
Attualmente vive a Barcellona.
Nato in una famiglia di origine ebraica, emigrata dalla Polonia negli Stati Uniti alla fine dell'Ottocento, è figlio dello scrittore Robert Littell. Oggi domiciliato a Barcellona, ha trascorso l'infanzia in Francia. Dopo tre anni all'Università Yale, si reca nei Balcani in conflitto, dove si impegna nell'azione umanitaria, in seno all'ONG Action contre la faim, per la quale lavorerà sette anni, soprattutto in Bosnia, ma anche in altri luoghi, quali la Cecenia, l'Afghanistan, il Congo. Nel 2001 lascia l'azione umanitaria per dedicarsi alla scrittura, in francese, del suo primo romanzo, Le benevole (Les Bienveillantes in originale), vasto affresco che affronta la Seconda Guerra mondiale e il fronte orientale, attraverso le memorie immaginarie di un ufficiale SS a cui ha dato il nome di Maximilien Aue. L'opera ha ottenuto due importanti riconoscimenti letterari: il Grand Prix du Roman de l'Académie Française e il Prix Goncourt e ha sollevato numerose polemiche. Proposto a quattro editori francesi da un agente inglese, il manoscritto era stato rifiutato da Calman-Lévy, ma alla fine accettato da Gallimard.
Littell ha dichiarato di essere stato ispirato dopo aver visto le fotografie di Zoja Anatol'evna Kosmodem'janskaja, una partigiana sovietica uccisa dai nazisti.
Probabilmente la sua principale ispirazione è stato il film Shoah (1985) di Claude Lanzmann, un acclamato documentario sull'Olocausto. Littell ha iniziato a scriverlo nel 2002, e riferisce di aver realizzato la prima bozza del romanzo in soli 112 giorni.
Nel 2008 ha pubblicato un saggio (Le sec et l'humide) in cui analizza La campagne de Russie di Léon Degrelle alla luce delle tesi di Klaus Theweleit (in particolare quelle esposte in Fantasie virili, 1977). Secondo Littell, il testo di Degrelle rivela un'impressionante serie di opposizioni strutturanti, tipiche della mentalità del soldatischer Mann messa in luce da Theweleit (secco/umido, duro/molle e così via): non essendo riuscita la separazione dalla madre, questo tipo di individuo non ha potuto costruirsi un Io in senso freudiano. Staccatosi solo parzialmente, egli è comunque capace di interagire, di vivere "normalmente", ma solo perché si costruisce, o si fa costruire (con disciplina, dressage, esercizio fisico) un Io esteriorizzato che prende la forma di una sorta di "armatura muscolare". Il solo terrore vissuto dall'uomo-soldato, di cui Degrelle sarebbe un esempio particolarmente eloquente, sarebbe la dissoluzione dei propri limiti corporei. Non gli resta che esteriorizzare ciò che lo minaccia dall'interno, e il pericolo assume le sembianze dell'informe, del liquido, del femminile. Per strutturare il mondo, al fascista non resterebbe pertanto che uccidere, annientare tutto quanto è diverso da lui.
Nel 2010 pubblica il reportage del suo soggiorno alla corte del presidente Ramzan Kadyrov, nel periodo del suo terzo governo, "Cecenia anno III", riscritto alla luce dell'omicidio dell'attivista umanitaria Natal'ja Estemirova.
Nel 2014 pubblica il saggio narrativo su Francis Bacon Trittico.

## Opere
- Bad Voltage, 1989
- Le Benevole (Les Bienveillantes, 2006), traduzione di Margherita Botto, Collana Supercoralli, Torino, Einaudi, 2007, ISBN 978-88-061-8731-6.
- The Security Organs of the Russian Federation. A Brief History 1991–2004, 2006
- Il secco e l'umido. Una breve incursione in territorio fascista (Le Sec et L'Humide, 2008), traduzione di Margherita Botto, a cura di Klaus Theweleit, Collana Frontiere, Torino, Einaudi, 2009, ISBN 978-88-061-9742-1.
- Études, 2008
- Georgisches Reisetagebuch, 2008
- Récit sur Rien, 2009
- Cecenia, anno III (Tchétchénie, An III, 2009), traduzione di Margherita Botto, Collana Frontiere, Torino, Einaudi, 2010, ISBN 978-88-062-0396-2.
- En Pièces, 2010
- Trittico. Tre studi da Francis Bacon (Triptyque: Trois études sur Francis Bacon, 2011), traduzione di Luca Bianco, Collana Frontiere, Torino, Einaudi, 2014, ISBN 978-88-062-1336-7.
- The Invisible Enemy, 2011
- Una vecchia storia. Nuova versione (Une vieille histoire, 2012), traduzione di Margherita Botto, Collana Supercoralli, Torino, Einaudi, 2019, ISBN 978-88-062-4294-7.
- Taccuino siriano (Carnets de Homs, 2012), traduzione di Margherita Botto, Torino, Einaudi, 2012, ISBN 978-88-584-0618-2.
- The Fata Morgana Books, 2013
- L'aggressione russa (De l'agression russe. Écrits polémiques, 2022), traduzione di Mara Baiocchi e Margherita Botto, Torino, Einaudi, 2023, ISBN 978-88-062-6107-8.